# Jarod Stevenson
Jarod Cameron Stevenson (conocido en Corea como Moon Tae-jong, en coreano 문태종; Seúl, Corea del Sur, 1 de diciembre de 1975) es un exjugador de baloncesto con doble nacionalidad surcoreana y estadounidense. Formado como baloncestista en los Estados Unidos, desarrolló la primera parte de su carrera como jugador profesional en equipos de Europa, Norteamérica y Oriente Medio, migrando luego de regreso a Corea del Sur, el país donde nació, para jugar en la KBL entre 2010 y 2018. Fue miembro de la selección de baloncesto de Corea del Sur, llegando a disputar la Copa Mundial de Baloncesto de 2014.

## Trayectoria

### Clubes
| Club                          | País           | Año         |
| ----------------------------- | -------------- | ----------- |
| Strasbourg IG                 | Francia        | 1998 - 1999 |
| Maccabi Rishon LeZion         | Israel         | 1999        |
| Śląsk Wrocław                 | Polonia        | 1999        |
| Cholet Basket                 | Francia        | 1999 - 2000 |
| Connecticut Pride             | Estados Unidos | 2000 - 2001 |
| Bnei Herzliya                 | Israel         | 2001        |
| Felice Scandone Avellino      | Italia         | 2001 - 2002 |
| Bnei HaSharon                 | Israel         | 2002 - 2004 |
| Lokomotiv Rostov              | Rusia          | 2004 - 2005 |
| Fenerbahçe Ülkerspor          | Turquía        | 2005 - 2006 |
| UNICS Kazán                   | Rusia          | 2006 - 2007 |
| CB Girona                     | España         | 2007        |
| Maroussi BC                   | Grecia         | 2008 - 2009 |
| KK Hemofarm Vršac             | Serbia         | 2009 - 2010 |
| Incheon Electroland Elephants | Corea del Sur  | 2010 - 2013 |
| Changwon Sakers               | Corea del Sur  | 2013 - 2015 |
| Goyang Orion Orions           | Corea del Sur  | 2015 - 2018 |
| Ulsan Mobis Phoebus           | Corea del Sur  | 2018        |

## Selección nacional
En 2011 adquirió la nacionalidad surcoreana, lo que le permitió ser convocado a la selección de baloncesto de Corea del Sur. Con ese equipo disputó el Campeonato FIBA Asia de 2011 y la Copa Mundial de Baloncesto de 2014. Asimismo participó de otros eventos reservados para representativos nacionales como los Juegos Asiáticos y la Copa William Jones.

## Vida privada
Su padre es estadounidense y su madre surcoreana. Su hermano menor, Greg Stevenson, también jugó profesionalmente al baloncesto y fue miembro de la selección de baloncesto de Corea del Sur con el nombre de Moon Tae-yeong.